# 239P/LINEAR
239P/LINEAR è una cometa periodica appartenente alla famiglia delle comete gioviane. La cometa è stata scoperta il 7 dicembre 1999 dal programma di ricerca astronomica LINEAR e ritenuta un asteroide; come tale fu denominata 1999 XB69. Il 27 febbraio 2000 si è scoperto che l'oggetto osservato era in realtà una cometa; tre giorni dopo fu reso pubblico che erano state scoperte immagini di prescoperta risalenti al 26 novembre 1999; in seguito ne furono trovate altre risalenti al 14 novembre 1999. La sua riscoperta nel 2010 ha permesso di numerarla.
L'unica caratteristica della cometa è di avere una piccola MOID col pianeta Giove di sole 0,013 UA: il 20 aprile 2114 la cometa arriverà a 0,157 UA da Giove: questa caratteristica determinerà in futuro un drastico cambiamento degli attuali elementi orbitali della cometa.